# Amphoe Dan Khun Thot
Amphoe Dan Khun Thot (Thai: อำเภอ ด่านขุนทด) ist ein Landkreis (Amphoe – Verwaltungs-Distrikt) im Westen der Provinz Nakhon Ratchasima. Die Provinz Nakhon Ratchasima liegt in der Nordostregion von Thailand, dem so genannten Isan.

## Geographie
Amphoe Dan Khun Thot grenzt an die folgenden Landkreise (von Norden im Uhrzeigersinn): an die Amphoe Bamnet Narong und Chatturat der Provinz Chaiyaphum, an die Amphoe Phra Thong Kham, Non Thai, Kham Thale So, Sung Noen und Sikhio in der Provinz Nakhon Ratchasima, an Amphoe Lam Sonthi der Provinz Lop Buri, sowie an Amphoe Thepharak wiederum in Nakhon Ratchasima.

## Geschichte
Der Ort Dan Khun Thot wurde bereits vor der Regierungszeit von König Taksin gegründet. Im Jahr 1908 wurde er zum Amphoe erhoben. Gleichzeitig wurde die Ortsmitte vom Wat Pho Chumphon zur Westseite der Ban-Han-Schule verlegt. Daher wurde der Distrikt in Amphoe Ban Han umbenannt. Später wurde der Name in Phan Chana geändert, kurz darauf im Jahr 1914 wieder in Dan Khun Thot.

## Verwaltung

### Provinzverwaltung
Der Landkreis Dan Khun Thot ist in 16 Tambon („Unterbezirke“ oder „Gemeinden“) eingeteilt, die sich weiter in 225 Muban („Dörfer“) unterteilen.
| Nr.  | Name                 | Thai         | Muban | Einw.  |
| ---- | -------------------- | ------------ | ----- | ------ |
| 01.  | Kut Phiman           | กุดพิมาน       | 15    | 09.733 |
| 02.  | Dan Khun Thot        | ด่านขุนทด      | 17    | 16.141 |
| 03.  | Dan Nok              | ด่านนอก       | 07    | 04.204 |
| 04.  | Dan Nai              | ด่านใน        | 08    | 04.658 |
| 05.  | Takhian              | ตะเคียน       | 06    | 11.408 |
| 06.  | Ban Kao              | บ้านเก่า       | 13    | 07.439 |
| 07.  | Ban Praeng           | บ้านแปรง      | 0-    | 06.741 |
| 08.  | Phan Chana           | พันชนะ        | 11    | 06.349 |
| 09.  | Sa Chorakhe          | สระจรเข้      | 13    | 06.134 |
| 010. | Nong Krat            | หนองกราด     | 11    | 09.722 |
| 011. | Nong Bua Takiat      | หนองบัวตะเกียด | 15    | 08.792 |
| 012. | Nong Bua Lakhon      | หนองบัวละคร   | 09    | 03.552 |
| 013. | Hin Dat              | หินดาด        | 15    | 13.458 |
| 015. | Huai Bong            | ห้วยบง        | 25    | 10.120 |
| 017. | Non Mueang Phatthana | โนนเมืองพัฒนา  | 11    | 04.433 |
| 018. | Nong Sai             | หนองไทร      | 11    | 05.054 |

Hinweis: Die Daten der Muban liegen zum Teil noch nicht vor.

### Lokalverwaltung
Es gibt drei Kommunen mit „Kleinstadt“-Status (Thesaban Tambon) im Landkreis:
- Dan Khun Thot (Thai: เทศบาล ตำบลด่านขุนทด), bestehend aus Teilen des Tambon Dan Khun Thot,
- Nong Krat (Thai: เทศบาล ตำบลหนองกราด), bestehend aus Teilen des Tambon Nong Krat,
- Nong Bua Takiat (Thai: เทศบาลตำบลหนองบัวตะเกียด), bestehend aus dem gesamten Tambon Nong Bua Takiat.

Außerdem gibt es 15 „Tambon-Verwaltungsorganisationen“ (องค์การบริหารส่วนตำบล – Tambon Administrative Organizations, TAO):
- Kut Phiman (Thai: องค์การบริหารส่วนตำบลกุดพิมาน)
- Dan Khun Thot (Thai: องค์การบริหารส่วนตำบลด่านขุนทด)
- Dan Nok (Thai: องค์การบริหารส่วนตำบลด่านนอก)
- Dan Nai (Thai: องค์การบริหารส่วนตำบลด่านใน)
- Takhian (Thai: องค์การบริหารส่วนตำบลตะเคียน)
- Ban Kao (Thai: องค์การบริหารส่วนตำบลบ้านเก่า)
- Ban Praeng (Thai: องค์การบริหารส่วนตำบลบ้านแปรง)
- Phan Chana (Thai: องค์การบริหารส่วนตำบลพันชนะ)
- Sa Chorakhe (Thai: องค์การบริหารส่วนตำบลสระจรเข้)
- Nong Krat (Thai: องค์การบริหารส่วนตำบลหนองกราด)
- Nong Bua Lakhon (Thai: องค์การบริหารส่วนตำบลหนองบัวละคร)
- Hin Dat (Thai: องค์การบริหารส่วนตำบลหินดาด)
- Huai Bong (Thai: องค์การบริหารส่วนตำบลห้วยบง)
- Non Mueang Phatthana (Thai: องค์การบริหารส่วนตำบลโนนเมืองพัฒนา)
- Nong Sai (Thai: องค์การบริหารส่วนตำบลหนองไทร)